# Anne-Sophie Beauvais
Anne-Sophie Beauvais, née en 1979, est une essayiste française.

## Biographie

### Jeunesse et études
Elle étudie à l'Institut d'études politiques de Paris entre 1999 et 2001. Elle obtient une maîtrise d'histoire à l'université Paris Nanterre.

### Parcours professionnel
Elle a travaillé avec Jean-Pierre Raffarin puis Valérie Pécresse à l'Assemblée nationale 2002-2007) puis au ministère de l'Enseignement supérieur (2007-2011).
En 2011, elle est nommée directrice générale de l'association des anciens élèves de Sciences Po, Sciences Po Alumni. A ce titre, elle a créé la revue Émile, magazine à destination des anciens élèves de l'école. Elle a quitté l'association en 2019.
Elle a dirigé les services culturels du Département des Yvelines de 2019 à 2022.[réf. nécessaire]
Elle est notamment l'auteur de plusieurs essais dont l'un consacré à Emmanuel Macron (on s'était dit rendez-vous dans vingt ans, éd. Plon, 2018) et un autre aux  « hyper-riches » de Marnes-la-Coquette.
Elle fut également  maître de conférences à Sciences Po.
Depuis 2023, elle est directrice générale de la Fondation de l'Université Paris-Saclay.
En 2025, elle a publié L'éditeur et le philosophe, chez Robert Laffont, un essai relatif aux relations compliquées entre Michel Onfray et Raphaël Enthoven.

## Publications
- Sciences Po pour les Nuls, (en collaboration avec Pascal Cauchy), éd. First, 2017.
- On s'était dit rendez-vous dans vingt ans, éd. Plon, 2018[1],[5].
- Le Ghetto, éd. Kero, 2021[6],[7].
- L'éditeur et le philosophe, éd. Robert Laffont, 2025